# Sergej Kapustin
Sergej Alekseevič Kapustin (in russo Серге́й Алексе́евич Капу́стин?; Uchta, 13 febbraio 1953 – 4 giugno 1995) è stato un hockeista su ghiaccio russo, fino al 1991 sovietico.

## Palmarès

### Olimpiadi invernali
- 1 medaglia[1]:
  - 1 oro (Innsbruck 1976)